# Nemoria carbina
Nemoria carbina là một loài bướm đêm trong họ Geometridae.